# Malthinus cristobalensis
Malthinus cristobalensis es una especie de coleóptero de la familia Cantharidae.

## Distribución geográfica
Habita en México.